# Theristria gilva
Theristria gilva is een insect uit de familie van de Mantispidae, die tot de orde netvleugeligen (Neuroptera) behoort. 
Theristria gilva is voor het eerst wetenschappelijk beschreven door Lambkin in 1986.